# 葱花肉

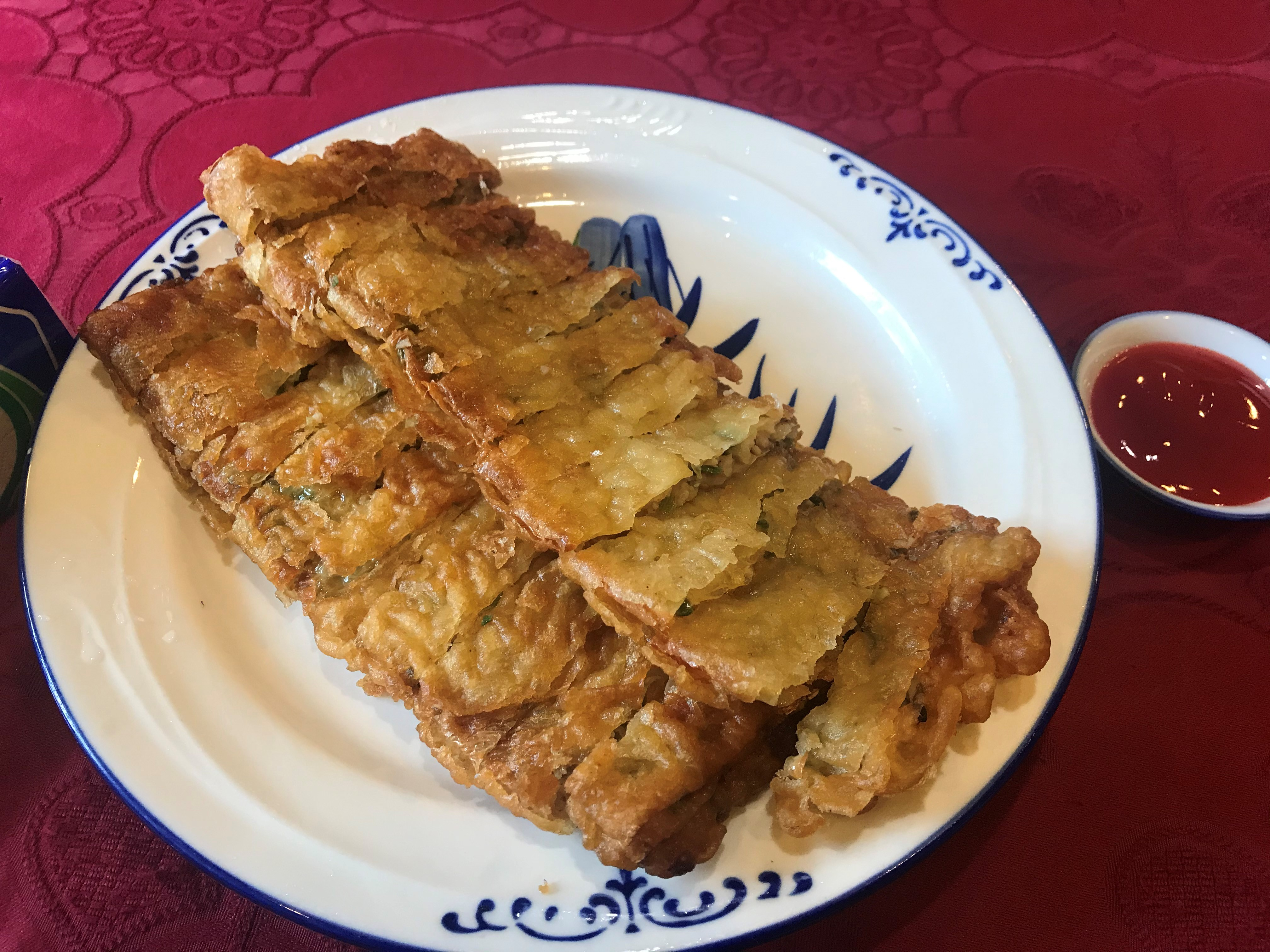
武义葱花肉

葱花肉是中国浙江金华、衢州地区的一种著名菜肴，主要由猪肉、葱花、猪网油炸制而成，鲜美可口。
葱花肉在浙西地区饮食体系中，一般作为宴席前菜上桌。

## 制作方法
将上好的猪肉剁碎，加入葱花以及其他简单的辅料，再用猪网油包裹住猪肉葱花，用滚油煎炸制成。

## 分布
史料记载，最早的葱花肉发源于金华汤溪镇，后逐步传播至其他邻近地区（如邻近的龙游县等地），成为浙西地区的代表性菜肴之一。